# Funzioni del linguaggio
Facendo riferimento al modello matematico della comunicazione di Claude Shannon e Warren Weaver (1948-49), si presuppone che ogni atto di comunicazione linguistica, ad esempio verbale, faccia intervenire perlomeno sei variabili distinte. Il messaggio su cui verte la comunicazione può allora essere caratterizzato in relazione alla variabile predominante in un determinato particolare contesto di scambio linguistico. Le variabili, considerate alla stregua di elementi costitutivi dell'atto linguistico, sono le seguenti: il codice, il messaggio, l'emittente (mittente o codificatore), il ricevente (destinatario o decodificatore), il canale e il contesto. In corrispondenza di ciascuna variabile, viene definita una funzione linguistica.
Già Karl Bühler parlava di funzioni del linguaggio, ipotizzandone tre: espressione (da parte del mittente), richiamo (verso il destinatario) e rappresentazione (del contesto), ma si deve a Roman Jakobson, che utilizzò anche gli studi di Nikolaj Sergeevič Trubeckoj, un modello di maggior fortuna critica e chiarezza.

## Modello di Jakobson
Nel suo contributo a conclusione del congresso interdisciplinare sullo stile tenutosi presso l'Università dell'Indiana nel 1958 , Jakobson individua sei funzioni del linguaggio, corrispondenti ciascuna a uno dei sopraccitati elementi presenti nella comunicazione:
1. Funzione emotiva, evidente quando si fa attenzione al mittente dell'atto di comunicazione;
2. Funzione fàtica, legata al canale attraverso il quale passa il messaggio;
3. Funzione conativa, legata al destinatario che partecipa alla comunicazione con una sua reazione;
4. Funzione poetica, legata al messaggio stesso e maggiormente evidente nel linguaggio estetico;
5. Funzione metalinguistica, legata al codice condiviso tra mittente e destinatario perché si produca significazione;
6. Funzione referenziale, legata al contesto in cui si svolge la comunicazione.

Queste sei funzioni relative a questi sei componenti della comunicazione sono sempre presenti, almeno in potenza, tuttavia con maggiore o minore importanza secondo il tipo di comunicazione in atto.
L'attribuire ogni funzione a un fattore è in realtà un fraintendimento del modello di Jakobson: ogni funzione infatti caratterizza il messaggio, non il fattore.

### Funzione espressiva o emotiva
La funzione espressiva o emotiva è attiva quando il messaggio è incentrato sul mittente, sui suoi stati d'animo, atteggiamenti, volontà ecc. (es. sono stanco, come mi piace stare qui). Essa è segnalata attraverso l'uso della prima persona nei verbi e pronomi personali o pronomi e aggettivi possessivi.
La funzione espressiva o emotiva può improntare il tono intero di un romanzo in modo che il protagonista diventi l'io narrante come accade in molte opere contemporanee. Affinché vi sia una comunicazione effettiva è necessario che il mittente controlli con precisione questa funzione; egli, infatti, deve sapersi esprimere e parlare di sé. Allo stesso modo il destinatario può prestare particolare attenzione a questa funzione del linguaggio, come per esempio nella sintomatologia medica. Questa funzione si traduce anche in elementi formali quali le interiezioni e l'intonazione.

### Funzione fatica
La funzione fàtica (dal latino fari = pronunciare, parlare) consiste in quella parte della comunicazione atta al controllo del canale attraverso cui si stabilisce la comunicazione, con espressioni mirate appunto alla verifica del suo funzionamento, come quando al telefono si dice pronto? o quando si fanno le prove del microfono e degli amplificatori prima di uno spettacolo. Lo scopo è quello di stabilire, mantenere, verificare o interrompere la comunicazione. Casi tipici in cui emerge in primo piano la funzione fàtica sono frasi come: stammi a sentire, attenzione, prego, capito? ecc. La dimensione fàtica della comunicazione è facilmente evidenziabile, a fianco di quella primaria (comunicativa e referenziale in senso stretto), nel linguaggio degli SMS, appannaggio soprattutto di culture giovanili e adolescenziali, in cui è utilizzato non solo come mezzo comunicativo, ma anche come strumento per la costruzione e il mantenimento di rapporti sociali.
Esistono, inoltre, mezzi di comunicazione di massa in cui la comunicazione fàtica assume il predominio su ogni altra dimensione: è questo, il caso della comunicazione radiofonica nel mondo occidentale, in cui "non è importante quel che viene detto, ma il fatto che venga detto".

### Funzione conativa
La funzione conativa, detta anche persuasiva, corrispondendo al destinatario, è attiva quando il mittente si rivolge esplicitamente a questo, attraverso il modo imperativo, i verbi o i pronomi e aggettivi possessivi o i pronomi personali alla seconda persona, o il punto interrogativo. Essendo prevalentemente orientata sul destinatario, la comunicazione mira a ottenere un'adesione di pensiero e/o una risposta d'azione. Ne sono espressioni tipiche l'imperativo e il vocativo, e la seconda persona singolare e plurale. Improntati a tale funzione sono i testi di carattere supplicatorio (preghiere) e parenètico (di esortazione), gli ordini o i consigli, o testi di carattere giuridico (leggi, decreti, regolamenti ecc.).
In particolare, la funzione conativa è sottesa a tutti i messaggi di tipo pubblicitario (compra subito questo prodotto!), anche se in tal caso l'abilità dei creativi sta spesso proprio nel nascondere il più possibile la conatività principale sotto l'apparenza di altre funzioni secondarie, che appaiono però più evidenti alla superficie del messaggio.
Si vedano anche i concetti di illocuzione e perlocuzione in Austin.

### Funzione poetica
La funzione poetica è attiva quando il messaggio è incentrato su sé stesso, nel senso che è presente una certa complessità che impone una decodificazione completa da parte del destinatario, che deve essere attento a cogliere il senso denotativo nella sua interezza e anche, ove presente, un eventuale senso connotativo. Un linguaggio ornato, ricco di figure retoriche di vario genere segnala la funzione poetica del messaggio, come spesso avviene in poesia ma anche nel linguaggio della pubblicità (tuttavia in questo caso è in absentia anche la funzione conativa, dato che lo scopo è convincere i potenziali acquirenti ad acquistare il prodotto pubblicizzato).
Nel caso del linguaggio verbale, essa focalizza l'attenzione sull'aspetto fonico delle parole, sulla scelta dei vocaboli e sulla costruzione delle frasi. Il suo obiettivo è comunicare la propria forma, suscitare emozioni o riflessioni tramite la musicalità delle parole. La funzione poetica si può notare anche nel linguaggio quotidiano, negli slogan pubblicitari, in quelli politici e pure nel linguaggio infantile. L'esempio di Jakobson è quello di I like Ike, uno slogan usato per le elezioni presidenziali del candidato Eisenhower negli anni cinquanta in USA. Nella funzione poetica si ha un'alternanza regolare di fonemi vocalici e consonantici, che hanno lo scopo di rafforzare l'espressività e l'efficacia del messaggio.
L'attenzione alla funzione poetica della comunicazione spiega perché l'arte non possa essere ridotta al solo contenuto, ammesso che questo sia individuabile senza la forma.

### Funzione metalinguistica
La funzione metalinguistica consiste nel parlare (implementare, svilire o modificare) del codice, come nei libri di grammatica. La funzione (chiedere e dare significato di una parola, spiegare una parola) focalizza la sua attenzione sul codice in comune a mittente e destinatario, durante la comunicazione. Essa entra in campo quando i due interlocutori vogliono verificare se stanno utilizzando lo stesso codice. In questa situazione si usano enunciati come: mi hai capito, cosa vuoi dire? Ogni messaggio è una manifestazione del codice in base al quale è formulato, e quindi del rapporto che hanno con questo codice gli interlocutori. Può avere funzione metalinguistica una formula come C'era una volta a inizio del racconto di una fiaba, proprio perché instaura e rimanda a un codice di finzione e a una probabilità condizionata che quel che si racconta non sia vero ma nemmeno falso.

### Funzione referenziale
La funzione referenziale, la più denotativa, consiste nel riferimento, preferibilmente preciso e puntuale, al contesto spazio-temporale in cui avviene la comunicazione o comunque all'azione di cui si parla (e, in generale, al referente). È evidente a livello grammaticale nella deissi.

## Altre teorie
Meno conosciute, ma nate a partire dal modello di Jakobson, diventato imprescindibile negli studi sulla comunicazione, ci sono in linguistica e in semiotica altri modelli di funzioni del linguaggio. Per esempio quello di John J. Gumperz e Dell Hymes che, nel 1967, hanno proposto le 8 funzioni corrispondenti a:
- partecipanti (mittente, destinatario ed eventuale pubblico che influisce sul loro comportamento e atto comunicativo);
- risultati (obiettivi e mete da parte dei partecipanti);
- atti di linguaggio (forma e contenuto di quel che viene comunicato);
- localizzazione (momento e luogo in cui avviene la comunicazione);
- norme di interazione e interpretazione (proprietà del linguaggio e regole condivise che accompagnano la relazione tra i partecipanti);
- agenti strumentali (corrispondenti al canale e ai codici messi in atto);
- tipi (generi di eventi linguistici, come conversazione, lezione, preghiera ecc.);
- espressione (o chiave, tono, umore con cui si compone la comunicazione).